# Figlia di Jephte
La figlia di Jephte è un dipinto di Giuseppe Bazzani. Eseguito probabilmente negli anni cinquanta del Settecento, è conservato nel Museo del Louvre di Parigi.